# سیامک فراهانی
سیامک فراهانی (زادهٔ ۱۱ اسفند ۱۳۵۵) در ملایر بازیکن سابق و مربی فوتبال اهل ایران است.
از افتخارات دوران فوتبال وی می‌توان به قهرمانی در دومین دوره لیگ برتر فوتبال ایران همراه با سپاهان اصفهان و نایب قهرمانی جام حذفی باشگاه‌های کشور با پگاه گیلان اشاره کرد. سیامک فراهانی همچنین اولین سرمربی تاریخ فوتبال ایران است که توانسته تیم لیگ دسته دومی داماش گیلان را به فینال جام حذفی باشگاهی کشور فصل ۹۷–۹۸ برساند.
وی در فصل ۱۴۰۱–۱۴۰۰ در لیگ دسته دوم هدایت تیم پاس همدان را بر عهده داشت که در نهایت موفق به صعود نشد و تیم پاس در لیگ دو باقی ماند.